# Gottlieb Abraham von Jenner

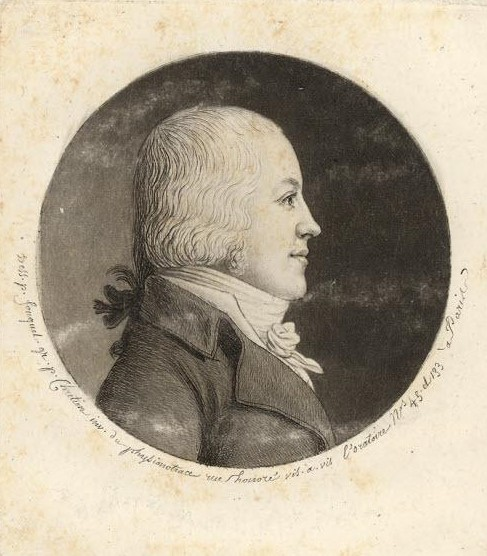
Gottlieb Abraham von Jenner (um 1790)

Gottlieb Abraham von Jenner (* 17. Juli 1765 in Bern; † 31. Juli 1834 ebenda) war ein Berner Staatsmann.

## Leben
Während der Zeit des Franzoseneinfalls 1798 gelang es Jenner, einen Teil des Berner Staatsschatzes zu retten. In seiner Funktion als Berner Oberkriegskommissär (1797–1798) empfing er den französischen General Balthasar Alexis Henri Antoine von Schauenburg, mit dem er einen denkwürdigen Wortwechsel führte.
1801 war Jenner Mitinitiant des dritten Staatsstreichs (27./28. Oktober 1801). 1802 bekleidete er für kurze Zeit das Amt des helvetischen Aussenministers. Von 1803 bis 1813 war er Mitglied des bernischen Kleinen Rats.

## Schriften
- Gottlieb von Jenner: Denkwürdigkeiten meines Lebens, hrsg. und mit Anmerkungen versehen von Eugen von Jenner–Pigott, Bern 1887.

## Archive
- Streubestände in der Burgerbibliothek Bern
- Gottlieb Abraham von Jenner in der Archivdatenbank des Schweizerischen Bundesarchivs

## Fussnoten
1. ↑  K. L. Friedrich von Fischer: Beat Ferdinand Ludwig von Jenner, Standes-Seckelmeister der Stadt und Republik Bern. Nach seinem Tagebuche geschildert von K. L. Friedrich von Fischer. K. J. Wyss, Bern 1883, S. 26.

| Personendaten    | Personendaten                |
| ---------------- | ---------------------------- |
| NAME             | Jenner, Gottlieb Abraham von |
| KURZBESCHREIBUNG | Berner Staatsmann            |
| GEBURTSDATUM     | 17. Juli 1765                |
| GEBURTSORT       | Bern                         |
| STERBEDATUM      | 31. Juli 1834                |
| STERBEORT        | Bern                         |